# Tsuru
Pour les articles homonymes, voir Tsuru (homonymie).
Tsuru (都留市, Tsuru-shi) est une ville située dans la préfecture de Yamanashi, au Japon.

## Géographie

### Démographie
En 2011, la population de Tsuru était de 33 550 habitants répartis sur une superficie de 161,58 km2.

## Histoire
La ville de Tsuru a été fondée le 29 avril 1954.

## Éducation
Tsuru abrite l'université de Tsuru.

### Gastronomie
La ville de Tsuru est particulièrement connue pour ses spécialités culinaires faites à base de brochets, notamment le brochet farci tsunya.

## Transports
Tsuru est desservie par la ligne Fujikyuko de la compagnie Fujikyu.
La ville abrite le centre de test du Maglev, le prototype de train à très grande vitesse japonais.

## Jumelage
- Hendersonville (États-Unis) depuis 1983

## Symboles municipaux
Les symboles municipaux de Tsuru sont le pin, la fleur d'abricotier du Japon et la bouscarle chanteuse.

## Personnalités liées à la municipalité
- Mika Yamamoto (1967-2012), journaliste
- Kazuo Dan (1912-1976), écrivain